# Nertera granadensis
El coralito o rucachucao (Nertera granadensis) es una especie de planta rastrera perteneciente a la familia de las rubiáceas.

## Descripción
Es una planta rastrera siempreverde que mide entre 4 y 8 cm de largo. 

## Distribución
Presenta una inusual extensión transcontinental alrededor del Océano Pacífico. Se distribuye desde el sur de Chile y el oeste de Argentina hasta Guatemala, Nueva Zelanda, Australia, Indonesia, Malasia, Papúa Nueva Guinea, Filipinas y Taiwán.

## Taxonomía
Nertera granadensis fue descrita por (Mutis ex L.f.) Druce y publicado en (Report,) Botanical Society and Exchange Club of the British Isles 1916: 637, en el año 1917.
Variedades aceptadas
- Nertera granadensis var. granadensis
- Nertera granadensis var. tetrasperma (Kunth) L.Andersson

Sinonimia
- Coprosma granadensis (Mutis ex L.f.) Heads
- Gomozia granadensis Mutis ex L.f. basónimo[2]

var. granadensis
| - Coprosma dentata (Elmer) Heads - Coprosma nertera F.Muell. - Coprosma nertera var. papuana (Valeton) Heads - Coprosma nigricarpa (Hayata) Heads - Coprosma taiwaniana (Masam.) Heads - Cunina sanfuentes Clos - Erythrodanum alsiniforme Thouars - Erythrodanum majus Thouars - Gomozia americana Mirb. - Hemiphragma heterophyllum var. dentatum (Elmer) T. Yamaz. - Logania dentata (Elmer) Hayata - Nertera adsurgens DC. | - Nertera assurgens Thouars - Nertera dentata Elmer - Nertera depressa Banks & Sol. ex Gaertn. - Nertera depressa var. papuana Valeton - Nertera granadensis var. insularis Skottsb. - Nertera montana Colenso - Nertera nigricarpa Hayata - Nertera repens Ruiz & Pav. - Nertera taiwaniana Masam. - Peratanthe cubensis Urb. - Peratanthe ekmanii Urb. |

var. tetrasperma (Kunth) L.Andersson
- Geoherpum alsinifolium Willd. ex Schult.
- Mitchella ovata DC.
- Nertera tetrasperma Kunth